# Kloster Sant’Agostino di Montalto
Kloster Sant’Agostino di Montalto, ist eine ehemalige Zisterzienserabtei in der heutigen Region Latium, Italien.

## Lage
Das Kloster lag in der Gemeinde Montalto di Castro in der Provinz Viterbo einige hundert Meter jenseits des Flusses Fiora, neben der Via Aurelia, heute in einem Landgut des Marchese Guglielmi namens Sant’Agostino. 

## Geschichte
Der Name des Klosters deutet darauf hin, dass sich dort zunächst eine Augustinerniederlassung befand. 1234 entsandten die Zisterzienser aus Kloster Tre Fontane bei Rom einen Gründungskonvent. Das Kloster gehörte damit der Filiation der Primarabtei Clairvaux an. In einer Bulle von Papst Honorius III. aus dem Jahr 1258 wird das Kloster noch als Tochterkloster von Tre Fontane genannt. In einer Aufstellung der Zisterzienserklöster im Latium aus dem Jahr 1373 scheint es nicht mehr auf.

## Anlage und Bauten
In einem der Gebäude des Guts finden sich noch das Presbyterium mit zwei romanischen Fenstern und die Apsis einer kleinen romanischen Kirche.